# Ferrari F2008
El Ferrari F2008 fue un monoplaza con el que compitió la Scuderia Ferrari en la temporada 2008 de Fórmula 1.
El coche fue desvelado al público el 6 de enero de 2008. Presenta una ECU estandarizada, que es el sistema electrónico que controla todos los coches, fabricada por McLaren Electronic Systems. Esta se incorporó simplemente para cumplir con las nuevas reglamentaciones. La ECU también retira la mayoría de las ayudas electrónicas usadas previamente en otras temporadas, incluyendo el control de tracción, freno motor y el control electrónico de salida. También maneja el control del diferencial, del motor y de la caja de cambios y simplifica su funcionamiento.[cita requerida]
El presente modelo es también algo más pesado que el anterior, el F2007, debido a cambios en la reglamentación que exigen que la caja de cambios resista cuatro carreras seguidas y mayores protecciones al piloto.
El vigente campeón del mundo Kimi Räikkönen hizo las primeras vueltas con el automóvil en el circuito de pruebas de Fiorano, propiedad del equipo, el 7 de enero de 2008.
Durante las primeras carreras de la temporada 2008, el F2008 demostró ser el monoplaza más rápido. Sin embargo, a media temporada se vería superado por el MP4-23 de McLaren, proclamándose finalmente campeón del mundo Lewis Hamilton en el Gran Premio de Brasil.

## Resultados

### Fórmula 1
(Clave) (negrita indica pole position) (cursiva indica vuelta rápida)

| Año  | Motor      | Neu. | N.º | Pilotos        | 1   | 2   | 3   | 4   | 5   | 6   | 7   | 8   | 9   | 10  | 11  | 12  | 13  | 14  | 15  | 16  | 17  | 18  | Puntos | Pos. |
| ---- | ---------- | ---- | --- | -------------- | --- | --- | --- | --- | --- | --- | --- | --- | --- | --- | --- | --- | --- | --- | --- | --- | --- | --- | ------ | ---- |
| 2008 | 056 2.4 V8 | B    |     |                | AUS | MYS | BHR | ESP | TUR | MON | CAN | FRA | GBR | GER | HUN | EUR | BEL | ITA | SIN | JPN | CHN | BRA | 172    | 1.º  |
| 2008 | 056 2.4 V8 | B    | 1   | Kimi Räikkönen | 8   | 1   | 2   | 1   | 3   | 9   | Ret | 2   | 4   | 6   | 3   | Ret | 18† | 9   | 15  | 3   | 3   | 3   | 172    | 1.º  |
| 2008 | 056 2.4 V8 | B    | 2   | Felipe Massa   | Ret | Ret | 1   | 2   | 1   | 3   | 5   | 1   | 13  | 3   | 17† | 1   | 1   | 6   | 13  | 7   | 2   | 1   | 172    | 1.º  |